# Ataque a Málaga (1656)
O Ataque a Málaga foi uma ação militar dos ingleses contra a cidade espanhola de Málaga em 21 de julho de 1656 como parte da Guerra Anglo-Espanhola (1654-1660).
Cinco navios ingleses, HMS Henry, HMS Ruby, HMS Antelope, HMS Greyhound e HMS Bryan, apareceram às seis da manhã na Baía de Málaga. O Marquês de Mondéjar, governador da cidade, fez soar o alarme. Às 13h00 as fragatas inglesas aproximaram-se do porto e atacaram uma galera genovesa e uma siciliana. A galera siciliana conseguiu escapar à custa de dois mortos e o capitão ferido. A galera genovesa teve menos sorte: foi apreendida e incendiada, juntamente com todos os outros navios encontrados no porto.
Depois disso, os ingleses começaram a bombardear a cidade e suas defesas por quatro horas, danificando seriamente a Catedral de Málaga. Encontrando pouca resistência, os ingleses desembarcaram e destruíram a maior parte do suprimento de munição da cidade. Todas as armas do porto também foram cravadas.  Houve pelo menos quatorze mortos e muitos feridos na cidade. Grande parte da população fugiu para o campo.